# Huachuan

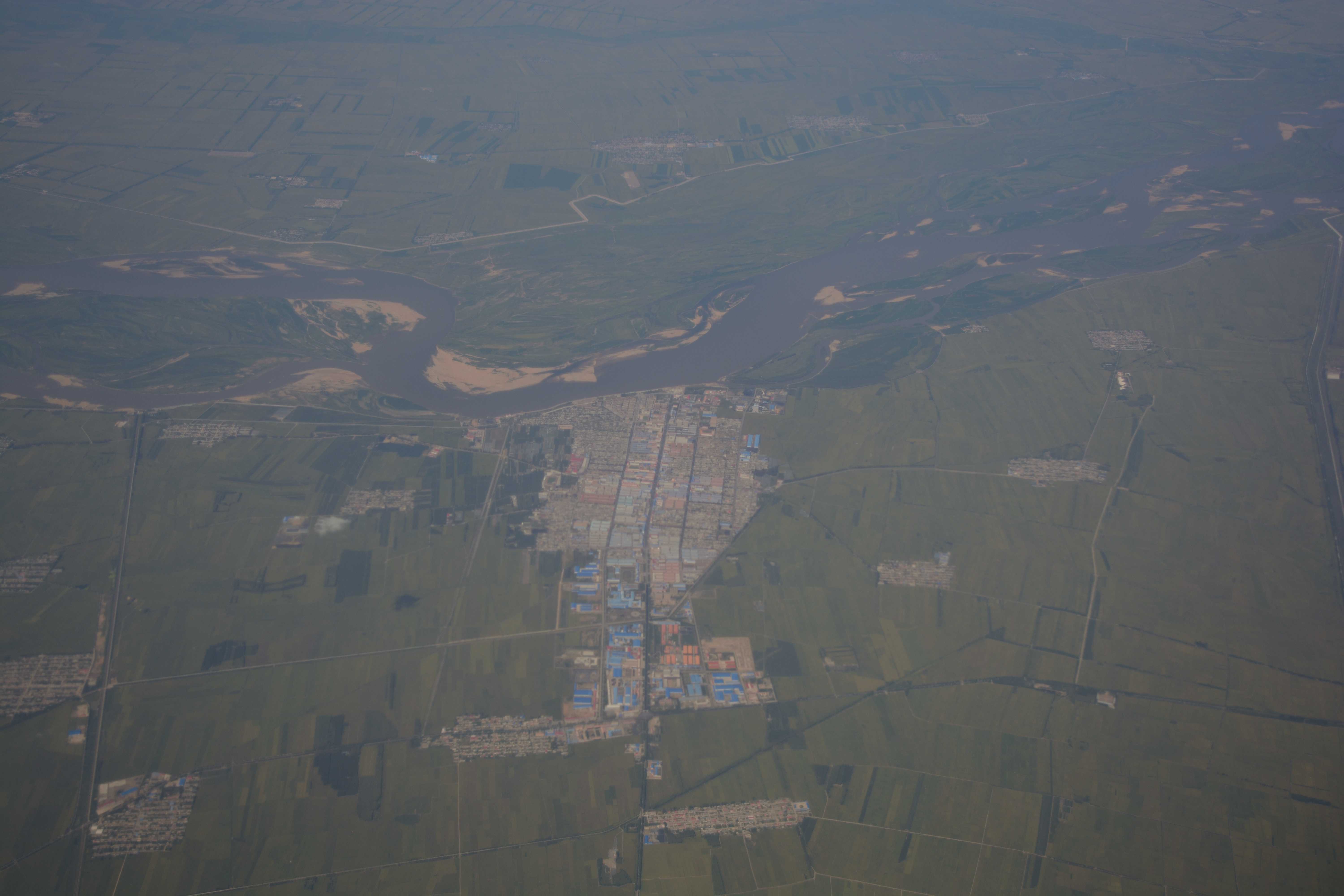

Huachuan (chinesisch 桦川县, Pinyin Huàchuān Xiàn) ist ein Kreis der bezirksfreien Stadt Jiamusi in der nordostchinesischen Provinz Heilongjiang. Er hat eine Fläche von 2.230 km² und zählt 145.876 Einwohner (Stand: Zensus 2020). Sein Hauptort ist die Großgemeinde Yuelai (悦来镇).
Die Walihuotun-Stätte (Walihuotun chengzhi 瓦里霍吞城址) aus der Zeit der Liao- bis Qing-Dynastie steht seit 2006 auf der Liste der Denkmäler der Volksrepublik China (6-66).